# Plateau du Colorado

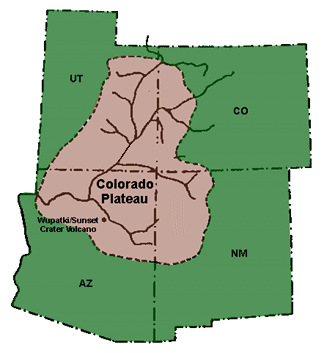

Le plateau du Colorado s'étend à l'ouest des États-Unis sur 336 700 km2. Cette vaste région couvre la majeure partie de quatre États : le Colorado, l'Utah, l'Arizona et le Nouveau-Mexique.
Environ 90 % de la zone est drainée par le fleuve Colorado et ses principaux affluents : la Green River, la San Juan River et le Little Colorado.
Constitué de l'empilement de couches géologiques de Grand Staircase, ce site géologique le plus connu de cette vaste région est le Grand Canyon.

## Description
Cette province semi-aride relativement élevée produit de nombreuses caractéristiques d'érosion distinctives telles que des arches, des arroyos, des canyons, des falaises, des ponts naturels, des pinacles, des hoodoos, des mesas et des monolithes qui, à divers endroits et étendues, ont été protégés. Sont également protégées les zones d'importance historique ou culturelle, telles que les pueblos de la culture anasazie. Le plateau du Colorado possède ainsi la plus grande concentration de parcs du National Park Service (NPS) du pays en dehors de la région de Washington DC. Parmi ses neuf parcs nationaux figurent le Grand Canyon, Zion, Bryce Canyon, Capitol Reef, Canyonlands, Arches, Mesa Verde, et Petrified Forest. Parmi ses 18 monuments nationaux figurent Bear Ears, Rainbow Bridge, Dinosaur, Hovenweep, Wupatki, Sunset Crater Volcano, Grand Staircase-Escalante, Natural Bridges, Canyons of the Ancients, Chaco Culture National Historical Park et le Colorado National Monument.
Parcs nationaux (du sud au nord dans le sens horaire) :
- Parc national de la Forêt Pétrifiée
- Parc national du Grand Canyon
- Parc national de Zion
- Parc national de Bryce Canyon
- Parc national de Capitol Reef
- Parc national des Canyonlands
- Parc national des Arches
- Parc national de Black Canyon of the Gunnison
- Parc national de Mesa Verde
- Parc historique national de la culture Chaco

Monuments nationaux (alphabétique) :
- Monument national Aztec Ruins
- Monument national des Bear Ears
- Monument national du Canyon de Chelly
- Monument national Canyons of the Ancients
- Cedar Breaks National Monument
- Monument national du Colorado
- Monument national Dinosaur
- Monument national de Gold Butte
- Monument national du Grand Canyon-Parashant
- Monument national du Grand Staircase-Escalante
- Monument national El Malpais
- Monument national d'El Morro
- Monument national Hovenweep
- Navajo National Monument
- Monument national Natural Bridges
- Monument national de Rainbow Bridge
- Monument national du Sunset Crater
- Monument national des Vermilion Cliffs
- Monument national de Walnut Canyon
- Monument national de Wupatki

Zones sauvages (alphabétique) :
- Ashdown Gorge Wilderness
- Beaver Dam Mountains Wilderness
- Black Ridge Canyons Wilderness
- Cebolla Wilderness
- Désert de Bisti / De-Na-Zin
- Box-Death Hollow Wilderness
- Cottonwood Point Wilderness
- Dark Canyon Wilderness
- Escudilla Wilderness
- Tops plats Wilderness
- Grand Wash Cliffs Wilderness
- Kachina Peaks Wilderness
- Kanab Creek Wilderness
- Kendrick Mountain Wilderness
- Lizard Head Wilderness
- Mesa Verde Wilderness
- Mount Baldy Wilderness
- Mont Logan Wilderness
- Mont Trumbull Wilderness
- Ojito Wilderness
- Paiute Wilderness
- Paria Canyon-Vermilion Cliffs Wilderness
- Pine Valley Mountain Wilderness
- Saddle Mountain Wilderness
- Sud de San Juan Wilderness
- Mount Sneffels Wilderness
- Strawberry Crater Wilderness
- Uncompahgre Wilderness
- Haut désert d'Uintas
- Weminuche Wilderness
- Wild Malpais Wilderness

Les autres aires protégées notables comprennent : le cratère Barringer, le parc d'État de Dead Horse Point, l'aire de loisirs nationale de Glen Canyon, le parc d'État de Goblin Valley, le parc d'État de Goosenecks, la zone primitive de Grand Gulch, le parc d'État de Kodachrome Basin, le parc tribal de Monument Valley et la houle de San Rafael.
Sedona (Arizona) et Oak Creek Canyon se trouvent sur la frontière centre-sud du Plateau. De nombreuses formations rocheuses de la région de Sedona, mais pas toutes, sont protégées en tant que nature sauvage (Red Rock State Park et Coconino National Forest). La région a l'apparence visuelle d'un parc national, mais avec une petite ville en pleine croissance au centre.

## Climat
À 1 600 mètres d'altitude moyenne, le plateau du Colorado ondule en vagues rocheuses, dans lesquelles le vent et les fleuves ont découpé des reliefs insensés. Le climat est aride, la végétation rare et noueuse : un genévrier haut de 3,50 mètres peut compter 400 ans ; c'est le royaume des serpents, des rapaces et des chiens de prairie. 

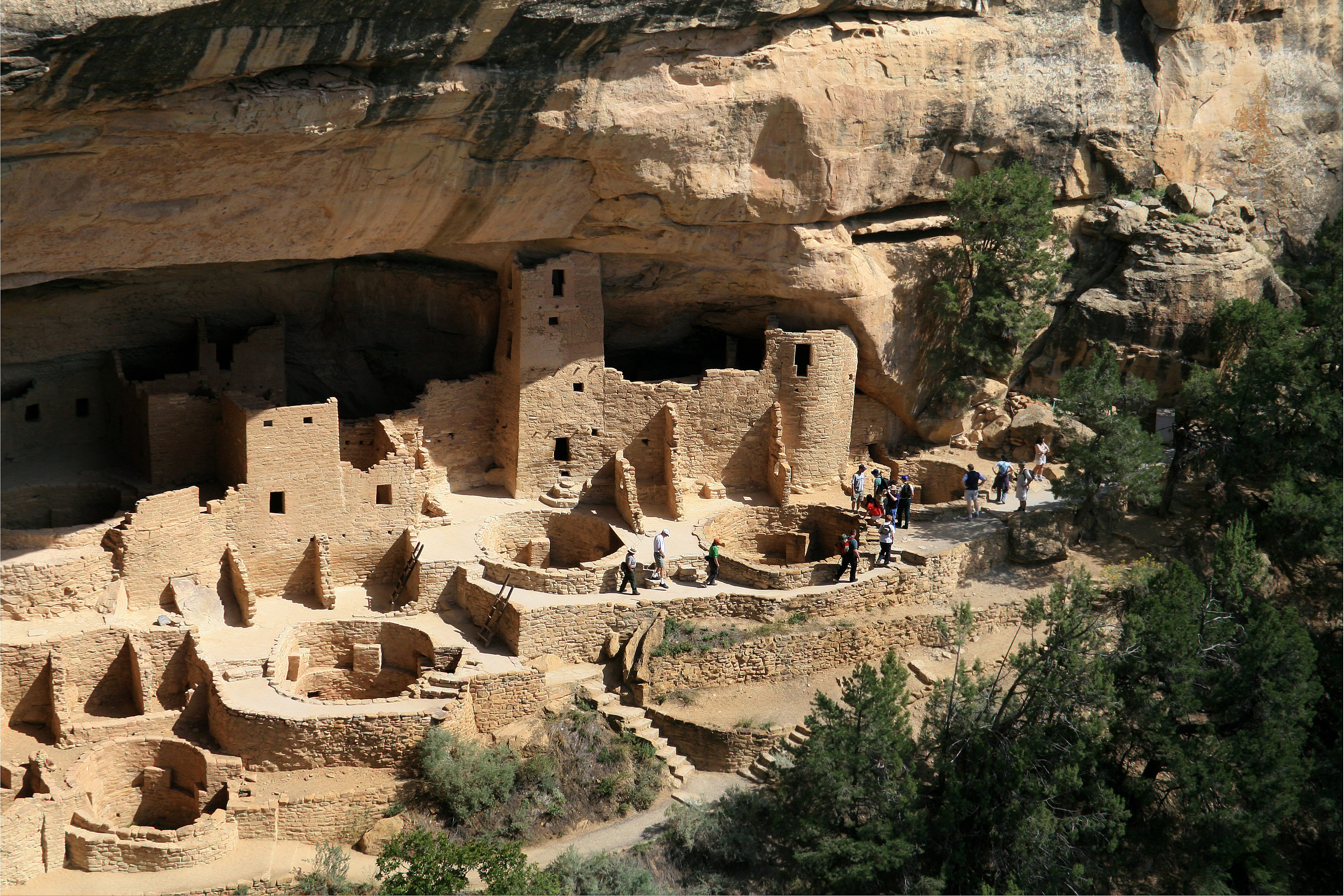
Cliff Palace.
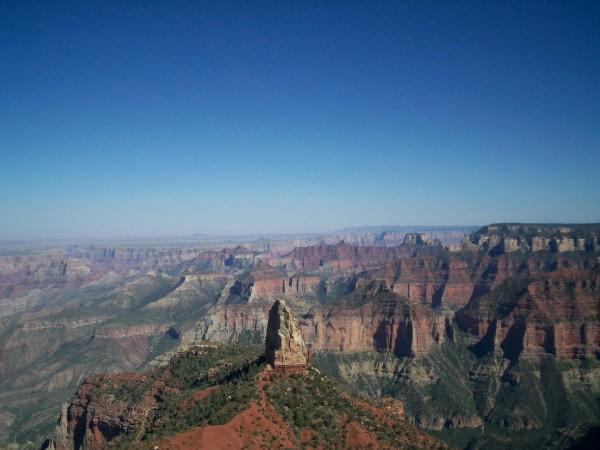
Flanc nord du Grand Canyon National Park.
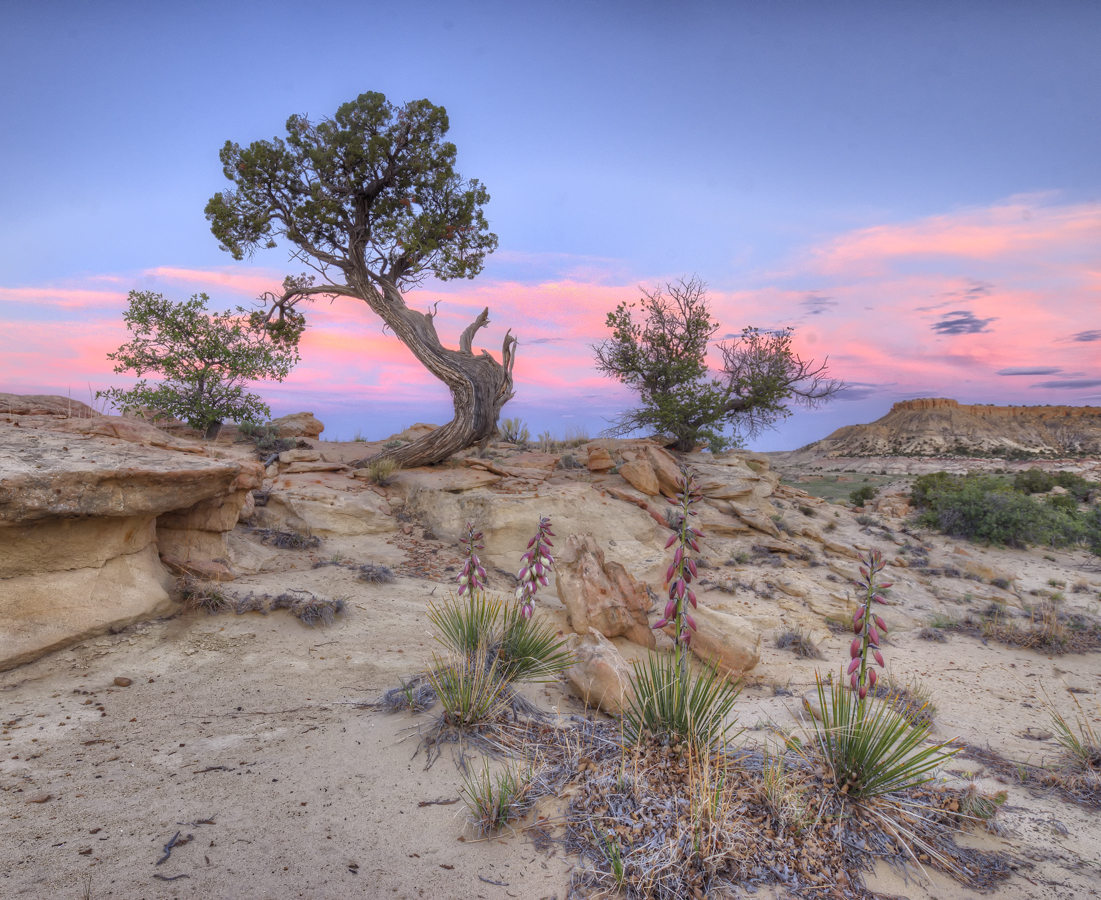
Coucher du soleil près d'Albuquerque.

| Mois                              | jan. | fév. | mars | avril | mai | juin | jui. | août | sep. | oct. | nov. | déc. |
| --------------------------------- | ---- | ---- | ---- | ----- | --- | ---- | ---- | ---- | ---- | ---- | ---- | ---- |
| Température minimale moyenne (°C) | −8   | −6   | −4   | 0     | 4   | 8    | 12   | 12   | 8    | 2    | −3   | −7   |
| Température maximale moyenne (°C) | 5    | 7    | 10   | 15    | 21  | 27   | 29   | 28   | 24   | 18   | 11   | 6    |
| Précipitations (mm)               | 33   | 39   | 35   | 23    | 16  | 10   | 46   | 57   | 29   | 28   | 23   | 41   |